# Feedback (album, Rush)
Feedback je cover album kanadské rockové skupiny Rush, vydané v roce 2004. Album obsahuje osm coververzí písní, které v 60. letech ovlivnily členy skupiny. Album bylo vydáno u příležitosti 30. výročí alba Rush (album) aktuální sestavou Geddy Lee, Alex Lifeson a Neil Peart, která vznikla právě po vydání debutového alba. Turné na podporu tohoto alba bylo nazváno R30: 30th Anniversary World Tour. Remasterované album bylo v roce 2013 vydáno jako součást sady CD The Studio Albums 1989–2007.

## Seznam skladeb
| Pořadí         | Název               | Autor                                     | Původní umělec/Inspirace           | Délka |
| -------------- | ------------------- | ----------------------------------------- | ---------------------------------- | ----- |
| 1.             | Summertime Blues    | Eddie Cochran/Jerry Capehart              | Eddie Cochran, Blue Cheer, The Who | 3:43  |
| 2.             | Heart Full of Soul  | Graham Gouldman                           | The Yardbirds                      | 2:52  |
| 3.             | For What It's Worth | Stephen Stills                            | Buffalo Springfield                | 3:30  |
| 4.             | The Seeker          | Pete Townshend                            | The Who                            | 3:27  |
| 5.             | Mr. Soul            | Neil Young                                | Buffalo Springfield                | 3:51  |
| 6.             | 7 and 7 Is          | Arthur Lee                                | Love                               | 2:53  |
| 7.             | Shapes of Things    | Paul Samwell-Smith/Keith Relf/Jim McCarty | The Yardbirds                      | 3:16  |
| 8.             | Cross Road Blues    | Robert Johnson                            | Robert Johnson, Cream              | 3:27  |
| Celková délka: | Celková délka:      | Celková délka:                            | Celková délka:                     | 27:08 |

## Obsazení
- Geddy Lee – basová kytara, klávesy, zpěv
- Alex Lifeson – akustické a elektrické kytary
- Neil Peart – bicí a perkusy